# Les Docteurs volants de l'Afrique de l'Est
Pour plus de détails, voir Fiche technique et Distribution.
Les Docteurs volants de l'Afrique de l'Est (en allemand : Die Fliegenden Ärzte von Ostafrika) est un film documentaire allemand de court métrage réalisé pour la télévision par Werner Herzog sorti en 1969 et présentant les « Flying Doctors », un service de l'African Medical Research Foundation basé à Nairobi et fonctionnant en Tanzanie et au Kenya.
Ce sont des amis des médecins eux-mêmes qui ont proposé à Herzog de réaliser un film sur ce service médical dont les médecins se déplacent au moyen de petits avions. Le film se compose essentiellement de récits factuels des prestations des médecins, évitant la plupart du temps le surréalisme et la stylisation caractéristiques de Herzog et est donc un documentaire assez conventionnel, réalisé pendant le tournage des films plus personnels Les nains aussi ont commencé petits (1970) et Fata Morgana (1971).

## Fiche technique
- Titre : Les Docteurs volants de l'Afrique de l'Est
- Titre original : Die Fliegenden Ärzte von Ostafrika
- Réalisation : Werner Herzog
- Scénario : Werner Herzog
- Production : Werner Herzog Filmproduktion
- Photographie : Thomas Mauch
- Montage : Beate Mainka-Jellinghaus
- Pays de production :  Allemagne de l'Ouest
- Durée : 45 minutes
- Langues : allemand, anglais
- Dates de sortie : 
  - 1969
  -  Allemagne de l'Ouest : 3 mai 1970
  -  Grèce : 16 novembre 2009 (Festival international du film de Thessalonique)

## Distribution
- Wilfried Klaus : le narrateur
- Michael Woods : lui-même